# Miriam Bryant
Miriam Melanie Bryant (sinh ra tại Gothenburg, Thụy Điển vài ngày 8 tháng 3 năm 1991) là một nữ ca sĩ và người viết bài hát người Thụy Điển gốc Phần Lan đã ký hợp đồng ghi âm với hãng thu âm Warner Music tại Thụy Điển, Na Uy, Đan Mạch và Interscope Records tại Mỹ.

## Danh sách đĩa nhạc

### Album
| Năm  | Album          | Vị trí xếp hạng cao nhất | Chứng nhận |
| Năm  | Album          | Thụy Điển                | Chứng nhận |
| ---- | -------------- | ------------------------ | ---------- |
| 2013 | Raised in Rain | 12                       |            |

### Đĩa đơn
| Năm  | Đĩa đơn            | Vị trí xếp hạng cao nhất | Vị trí xếp hạng cao nhất | Vị trí xếp hạng cao nhất | Album          |
| Năm  | Đĩa đơn            | Thụy Điển                | Áo                       | Đức                      | Album          |
| ---- | ------------------ | ------------------------ | ------------------------ | ------------------------ | -------------- |
| 2012 | "Finders, Keepers" | –                        | 51                       | 46                       | Raised in Rain |
| 2012 | "Raised in Rain"   | –                        | –                        | –                        | Raised in Rain |
| 2014 | "Dragon"           | 33                       | –                        | –                        | –              |

Đĩa đơn họp tác
| Năm  | Đĩa đơn                                                     | Vị trí xếp hạng cao nhất | Vị trí xếp hạng cao nhất | Vị trí xếp hạng cao nhất | Vị trí xếp hạng cao nhất | Vị trí xếp hạng cao nhất    | Vị trí xếp hạng cao nhất | Chứng nhận | Album     |
| Năm  | Đĩa đơn                                                     | Thụy Điển                | Úc                       | Bỉ (FL)                  | Hàn Quốc                 | Mỹ (Bubbling Under Hot 100) | Mỹ (Dance)               | Chứng nhận | Album     |
| ---- | ----------------------------------------------------------- | ------------------------ | ------------------------ | ------------------------ | ------------------------ | --------------------------- | ------------------------ | ---------- | --------- |
| 2013 | "Push, Play" (Zedd hợp tác với Miriam Bryant)               | 12                       | –                        | –                        | –                        | –                           | –                        | Vàng       |           |
| 2014 | "Find You" (Zedd hợp tác với Matthew Koma và Miriam Bryant) | –                        | 68                       | 34 (Ultratip)            | 61                       | 1                           | 1                        |            | Divergent |

— Bài hát không có mặt trên bảng xếp hạng hoặc không phát hành ở quốc gia đó.